# Smicromyrme sicanus
Smicromyrme sicanus is een vliesvleugelig insect uit de familie van de mierwespen (Mutillidae). De wetenschappelijke naam van de soort is voor het eerst geldig gepubliceerd in 1887 door De Stefani.